# Список країн за експортом електроенергії
Це список країн за експортом електроенергії створений в основному на базі The World Factbook.
| Місце | Країна                                              | Експорт електроенергії (КВт) | Дата оновлення інформації |
| ----- | --------------------------------------------------- | ---------------------------- | ------------------------- |
| 1     | Канада                                              | 73,350                       | 2016 оціночні дані        |
| 2     | Франція                                             | 73,350                       | 2019 оціночні дані        |
| 3     | Німеччина                                           | 73,040                       | 2019 оціночні дані        |
| 4     | Швейцарія                                           | 43,340                       | 2015 оціночні дані        |
| 5     | Парагвай                                            | 41,000                       | 2014 оціночні дані        |
| 6     | Чехія                                               | 28,000                       | 2014 оціночні дані        |
| 7     | Швеція                                              | 22,600                       | 2015 оціночні дані        |
| 8     | Нідерланди                                          | 19,340                       | 2016 оціночні дані        |
| 9     | КНР                                                 | 18,910                       | 2016 оціночні дані        |
| 10    | Австрія                                             | 19,310                       | 2015 оціночні дані        |
| 11    | Іспанія                                             | 16,000                       | 2014 оціночні дані        |
| 12    | Норвегія                                            | 15,530                       | 2016 оціночні дані        |
| 13    | Росія                                               | 14,670                       | 2014 оціночні дані        |
| 14    | ПАР                                                 | 14,000                       | 2014 оціночні дані        |
| 15    | Лаос                                                | 13,000                       | 2014 оціночні дані        |
| 16    | Узбекистан                                          | 13,000                       | 2014 оціночні дані        |
| 17    | США                                                 | 13,000                       | 2014 оціночні дані        |
| 18    | Словаччина                                          | 12,610                       | 2014 оціночні дані        |
| 19    | Польща                                              | 11,000                       | 2014 оціночні дані        |
| 20    | Болгарія                                            | 10,940                       | 2014 оціночні дані        |
| 21    | Словенія                                            | 10,280                       | 2014 оціночні дані        |
| 22    | Данія                                               | 11,380                       | 2014 оціночні дані        |
| 23    | Угорщина                                            | 10,690                       | 2014 оціночні дані        |
| 24    | Бельгія                                             | 9,035                        | 2007 оціночні дані        |
| 25    | Україна                                             | 12,520                       | 2006 оціночні дані        |
| 26    | Литва                                               | 7,217                        | 2007 оціночні дані        |
| 27    | Сербія                                              | 12,050                       | 2004 оціночні дані        |
| 28    | Білорусь                                            | 5,789                        | 2006 оціночні дані        |
| 29    | Боснія і Герцеговина                                | 5,123                        | 2006 оціночні дані        |
| 30    | Таджикистан                                         | 4,259                        | 2007 оціночні дані        |
| 31    | Гонконг                                             | 4,035                        | 2007 оціночні дані        |
| 32    | Бутан                                               | 3,644                        | 2007 оціночні дані        |
| 33    | Казахстан                                           | 3,528                        | 2007 оціночні дані        |
| 34    | Велика Британія                                     | 3,398                        | 2007 оціночні дані        |
| 35    | Румунія                                             | 3,362                        | 2007 оціночні дані        |
| 36    | Хорватія                                            | 3,306                        | 2006 оціночні дані        |
| 37    | Естонія                                             | 3,179                        | 2007 оціночні дані        |
| 38    | Люксембург                                          | 2,887                        | 2007 оціночні дані        |
| 39    | Фінляндія                                           | 2,860                        | 2007 оціночні дані        |
| 40    | Іран                                                | 2,775                        | 2006 оціночні дані        |
| 41    | Італія                                              | 2,640                        | 2007 оціночні дані        |
| 42    | Аргентина                                           | 2,628                        | 2007 оціночні дані        |
| 43    | Туреччина                                           | 2,576                        | 2007 оціночні дані        |
| 44    | Малайзія                                            | 2,524                        | 2006 оціночні дані        |
| 45    | Киргизстан                                          | 2,387                        | 2007 оціночні дані        |
| 46    | Португалія                                          | 2,153                        | 2007 оціночні дані        |
| 47    | Бразилія                                            | 2,033                        | 2007 оціночні дані        |
| 48    | Ізраїль                                             | 1,844                        | 2006 оціночні дані        |
| 49    | ДР Конго                                            | 1,799                        | 2006 оціночні дані        |
| 50    | Латвія                                              | 1,676                        | 2007 оціночні дані        |
| 51    | Туркменістан                                        | 1,340                        | 2006 оціночні дані        |
| 52    | Мексика                                             | 1,278                        | 2007 оціночні дані        |
| 53    | Кот-д'Івуар                                         | 1,066                        | 2006 оціночні дані        |
| 54    | Уругвай                                             | 995.4                        | 2007 оціночні дані        |
| 55    | Сирія                                               | 986                          | 2006 оціночні дані        |
| 56    | Колумбія                                            | 876                          | 2007 оціночні дані        |
| 57    | Азербайджан                                         | 800                          | 2007 оціночні дані        |
| 58    | Гана                                                | 755                          | 2006 оціночні дані        |
| 59    | Таїланд                                             | 731                          | 2007 оціночні дані        |
| 60    | Грузія                                              | 635                          | 2007 оціночні дані        |
| 61    | Єгипет                                              | 557                          | 2006 оціночні дані        |
| 62    | Лаос                                                | 547                          | 2006 оціночні дані        |
| 63    | Венесуела                                           | 542                          | 2006 оціночні дані        |
| 64    | Індія                                               | 378                          | 2006 оціночні дані        |
| 65    | Вірменія                                            | 322.6                        | 2007 оціночні дані        |
| 66    | Алжир                                               | 300                          | 2006 оціночні дані        |
| 67    | Греція                                              | 269                          | 2007 оціночні дані        |
| 68    | Замбія                                              | 255                          | 2006                      |
| 69    | Молдова                                             | 229                          | 2006 оціночні дані        |
| 70    | Уганда                                              | 180                          | 2006                      |
| 71    | Непал                                               | 165                          | 2007 оціночні дані        |
| 72    | Туніс                                               | 135                          | 2006 оціночні дані        |
| 73    | Гватемала                                           | 131.9                        | 2007 оціночні дані        |
| 74    | Панама                                              | 124.9                        | 2007 оціночні дані        |
| 75    | Ірландія                                            | 82                           | 2007 оціночні дані        |
| 76    | Кенія                                               | 58.3                         | 2007 оціночні дані        |
| 77    | Намібія                                             | 40                           | 2007 оціночні дані        |
| 78    | Коста-Рика                                          | 39.55                        | 2007 оціночні дані        |
| 79    | Еквадор                                             | 38.53                        | 2006 оціночні дані        |
| 80    | Зімбабве                                            | 34                           | 2006 оціночні дані        |
| 81    | Йорданія                                            | 13                           | 2006 оціночні дані        |
| 82    | Руанда                                              | 10                           | 2007 оціночні дані        |
| 83    | Монголія                                            | 10                           | 2007 оціночні дані        |
| 84    | Сальвадор                                           | 8.64                         | 2007 оціночні дані        |
| 85    | Ємен                                                | 0                            | 2007 оціночні дані        |
| —     | Західна Сахара                                      | 0                            | 2007                      |
| —     | Волліс і Футуна                                     | 0                            | 2002                      |
| —     | Американські Віргінські Острови                     | 0                            | 2007 оціночні дані        |
| 86    | В'єтнам                                             | 0                            | 2007 оціночні дані        |
| 87    | Вануату                                             | 0                            | 2007 оціночні дані        |
| 88    | ОАЕ                                                 | 0                            | 2007 оціночні дані        |
| —     | Острови Теркс і Кайкос                              | 0                            | 2007 оціночні дані        |
| 89    | Тринідад і Тобаго                                   | 0                            | 2007 оціночні дані        |
| 90    | Тонга                                               | 0                            | 2007                      |
| 91    | Того                                                | 0                            | 2007 оціночні дані        |
| 92    | Східний Тимор                                       | 0                            | 2007 оціночні дані        |
| 93    | Танзанія                                            | 0                            | 2007 оціночні дані        |
| 94    | Республіка Китай                                    | 0                            | 2007 оціночні дані        |
| 95    | Есватіні                                            | 0                            | 2007                      |
| 96    | Суринам                                             | 0                            | 2007 оціночні дані        |
| 97    | Судан                                               | 0                            | 2007 оціночні дані        |
| 98    | Шрі-Ланка                                           | 0                            | 2007 оціночні дані        |
| 99    | Сомалі                                              | 0                            | 2007 оціночні дані        |
| 100   | Соломонові Острови                                  | 0                            | 2007 оціночні дані        |
| 101   | Сінгапур                                            | 0                            | 2007 оціночні дані        |
| 102   | Сьєрра-Леоне                                        | 0                            | 2007 оціночні дані        |
| 103   | Сейшельські Острови                                 | 0                            | 2007 оціночні дані        |
| 104   | Сенегал                                             | 0                            | 2007 оціночні дані        |
| 105   | Саудівська Аравія                                   | 0                            | 2007 оціночні дані        |
| 106   | Сан-Томе і Принсіпі                                 | 0                            | 2007                      |
| 107   | Самоа                                               | 0                            | 2007 оціночні дані        |
| 108   | Сент-Вінсент і Гренадини                            | 0                            | 2007 оціночні дані        |
| —     | Сен-П'єр і Мікелон                                  | 0                            | 2007 оціночні дані        |
| 109   | Сент-Люсія                                          | 0                            | 2007 оціночні дані        |
| 110   | Сент-Кіттс і Невіс                                  | 0                            | 2007 оціночні дані        |
| —     | Острови Святої Єлени, Вознесіння і Тристан-да-Кунья | 0                            | 2007 оціночні дані        |
| 111   | Катар                                               | 0                            | 2007 оціночні дані        |
| 112   | Пуерто-Рико                                         | 0                            | 2007 оціночні дані        |
| 113   | Філіппіни                                           | 0                            | 2007 оціночні дані        |
| 114   | Перу                                                | 0                            | 2007 оціночні дані        |
| 115   | Папуа Нова Гвінея                                   | 0                            | 2007 оціночні дані        |
| 116   | Пакистан                                            | 0                            | 2007 оціночні дані        |
| 117   | Оман                                                | 0                            | 2007 оціночні дані        |
| —     | Північні Маріанські Острови                         | 0                            | 2007 оціночні дані        |
| —     | Ніуе                                                | 0                            | 2007 оціночні дані        |
| 118   | Нігерія                                             | 0                            | 2007 оціночні дані        |
| 119   | Нігер                                               | 0                            | 2007 оціночні дані        |
| 120   | Нікарагуа                                           | 0                            | 2007 оціночні дані        |
| 121   | Нова Зеландія                                       | 0                            | 2007 оціночні дані        |
| —     | Нова Каледонія                                      | 0                            | 2007 оціночні дані        |
| —     | Нідерландські Антильські острови                    | 0                            | 2007 оціночні дані        |
| 122   | Науру                                               | 0                            | 2007 оціночні дані        |
| 123   | Марокко                                             | 0                            | 2007 оціночні дані        |
| —     | Монтсеррат                                          | 0                            | 2007 оціночні дані        |
| 124   | Чорногорія                                          | 0                            | 2005                      |
| 125   | Федеративні Штати Мікронезії                        | 0                            | 2002                      |
| 126   | Маврикій                                            | 0                            | 2007 оціночні дані        |
| 127   | Мавританія                                          | 0                            | 2007 оціночні дані        |
| 128   | Мальта                                              | 0                            | 2007 оціночні дані        |
| 129   | Малі                                                | 0                            | 2007 оціночні дані        |
| 130   | Мальдіви                                            | 0                            | 2007 оціночні дані        |
| 131   | Малаві                                              | 0                            | 2007 оціночні дані        |
| 132   | Мадагаскар                                          | 0                            | 2007 оціночні дані        |
| 133   | Північна Македонія                                  | 0                            | 2007 оціночні дані        |
| —     | Макао                                               | 0                            | 2007 оціночні дані        |
| 134   | Лівія                                               | 0                            | 2007 оціночні дані        |
| 135   | Ліберія                                             | 0                            | 2007 оціночні дані        |
| 136   | Лесото                                              | 0                            | 2007 оціночні дані        |
| 137   | Ліван                                               | 0                            | 2007 оціночні дані        |
| 138   | Кувейт                                              | 0                            | 2007 оціночні дані        |
| 139   | Південна Корея                                      | 0                            | 2007 оціночні дані        |
| 140   | Північна Корея                                      | 0                            | 2007 оціночні дані        |
| 141   | Кірибаті                                            | 0                            | 2007 оціночні дані        |
| 142   | Японія                                              | 0                            | 2007 оціночні дані        |
| 143   | Ямайка                                              | 0                            | 2007 оціночні дані        |
| 144   | Ірак                                                | 0                            | 2007                      |
| 145   | Індонезія                                           | 0                            | 2007 оціночні дані        |
| 146   | Ісландія                                            | 0                            | 2007 оціночні дані        |
| 147   | Гондурас                                            | 0                            | 2007 оціночні дані        |
| 148   | Гаїті                                               | 0                            | 2007 оціночні дані        |
| 149   | Гаяна                                               | 0                            | 2007 оціночні дані        |
| 150   | Гвінея-Бісау                                        | 0                            | 2007 оціночні дані        |
| 151   | Гвінея                                              | 0                            | 2007 оціночні дані        |
| —     | Гернсі                                              | 0                            | 2002                      |
| 152   | Гуам                                                | 0                            | 2007 оціночні дані        |
| 153   | Гренада                                             | 0                            | 2007 оціночні дані        |
| 154   | Гренландія                                          | 0                            | 2007 оціночні дані        |
| 155   | Гібралтар                                           | 0                            | 2007 оціночні дані        |
| —     | Сектор Гази                                         | 0                            | 2005                      |
| 156   | Гамбія                                              | 0                            | 2007 оціночні дані        |
| 157   | Габон                                               | 0                            | 2007 оціночні дані        |
| —     | Французька Полінезія                                | 0                            | 2007 оціночні дані        |
| 158   | Фіджі                                               | 0                            | 2007 оціночні дані        |
| —     | Фарерські острови                                   | 0                            | 2007 оціночні дані        |
| —     | Фолклендські Острови                                | 0                            | 2007 оціночні дані        |
| —     | Європейський Союз                                   | немає даних                  | немає даних               |
| 159   | Ефіопія                                             | 0                            | 2007 оціночні дані        |
| 160   | Еритрея                                             | 0                            | 2007 оціночні дані        |
| 161   | Екваторіальна Гвінея                                | 0                            | 2007 оціночні дані        |
| 162   | Домініканська Республіка                            | 0                            | 2007 оціночні дані        |
| 163   | Домініка                                            | 0                            | 2007 оціночні дані        |
| 164   | Джибуті                                             | 0                            | 2007 оціночні дані        |
| 165   | Кіпр                                                | 0                            | 2007 оціночні дані        |
| 166   | Куба                                                | 0                            | 2007 оціночні дані        |
| —     | Острови Кука                                        | 0                            | 2007 оціночні дані        |
| 167   | Республіка Конго                                    | 0                            | 2007 оціночні дані        |
| 168   | Коморські Острови                                   | 0                            | 2007 оціночні дані        |
| 169   | Чилі                                                | 0                            | 2007 оціночні дані        |
| 170   | Чад                                                 | 0                            | 2007 оціночні дані        |
| 171   | Центральноафриканська Республіка                    | 0                            | 2007 оціночні дані        |
| —     | Кайманові Острови                                   | 0                            | 2007 оціночні дані        |
| 172   | Кабо-Верде                                          | 0                            | 2007 оціночні дані        |
| 173   | Камерун                                             | 0                            | 2007 оціночні дані        |
| 174   | Камбоджа                                            | 0                            | 2007 оціночні дані        |
| 175   | Бурунді                                             | 0                            | 2007 оціночні дані        |
| 176   | М'янма                                              | 0                            | 2007 оціночні дані        |
| 177   | Буркіна-Фасо                                        | 0                            | 2007 оціночні дані        |
| 178   | Бруней                                              | 0                            | 2007 оціночні дані        |
| —     | Британські Віргінські Острови                       | 0                            | 2007 оціночні дані        |
| 179   | Ботсвана                                            | 0                            | 2007 оціночні дані        |
| 180   | Болівія                                             | 0                            | 2007 оціночні дані        |
| 181   | Бермудські Острови                                  | 0                            | 2007 оціночні дані        |
| 182   | Бенін                                               | 0                            | 2007 оціночні дані        |
| 183   | Беліз                                               | 0                            | 2007 оціночні дані        |
| 184   | Барбадос                                            | 0                            | 2007 оціночні дані        |
| 185   | Бангладеш                                           | 0                            | 2007 оціночні дані        |
| 186   | Бахрейн                                             | 0                            | 2007 оціночні дані        |
| 187   | Багамські Острови                                   | 0                            | 2007 оціночні дані        |
| 188   | Австралія                                           | 0                            | 2007 оціночні дані        |
| 189   | Аруба                                               | 0                            | 2007 оціночні дані        |
| 190   | Антигуа і Барбуда                                   | 0                            | 2007 оціночні дані        |
| 191   | Ангола                                              | 0                            | 2007 оціночні дані        |
| 192   | Андорра                                             | немає даних                  | немає даних               |
| 193   | Американське Самоа                                  | 0                            | 2007 оціночні дані        |
| 194   | Албанія                                             | 0                            | 2007 оціночні дані        |
| 195   | Афганістан                                          | 0                            | 2007 оціночні дані        |